# Orgon
Pour le personnage de fiction, voir Le Tartuffe ou l'Imposteur.
Orgon est une commune française située dans le département des Bouches-du-Rhône en région Provence-Alpes-Côte d'Azur. Ses habitants sont appelés les Orgonnais(es).

## Géographie

### Localisation
Orgon est située au nord du département, à l'extrémité orientale du massif des Alpilles. La commune est distante d'environ 6 km de Cavaillon, 25 km d'Avignon, 45 km d'Aix-en-Provence, et 72 km de Marseille. Orgon se divise en cinq parties séparées par la route départementale 7n (ancienne route nationale 7) nord/sud, la route départementale 26 nord-est/nord-ouest, et la route d'Eygalières sud-est/sud-ouest et l'autoroute A7 qui coupe la commune au niveau de la rive de la Durance.
| Plan-d'Orgon | Plan-d'Orgon, Cavaillon | Cavaillon, Cheval-Blanc |
| Plan-d'Orgon | Orgon                   | Cheval-Blanc            |
| Eygalières   | Sénas, Eyguières        | Sénas                   |

### Relief et géologie

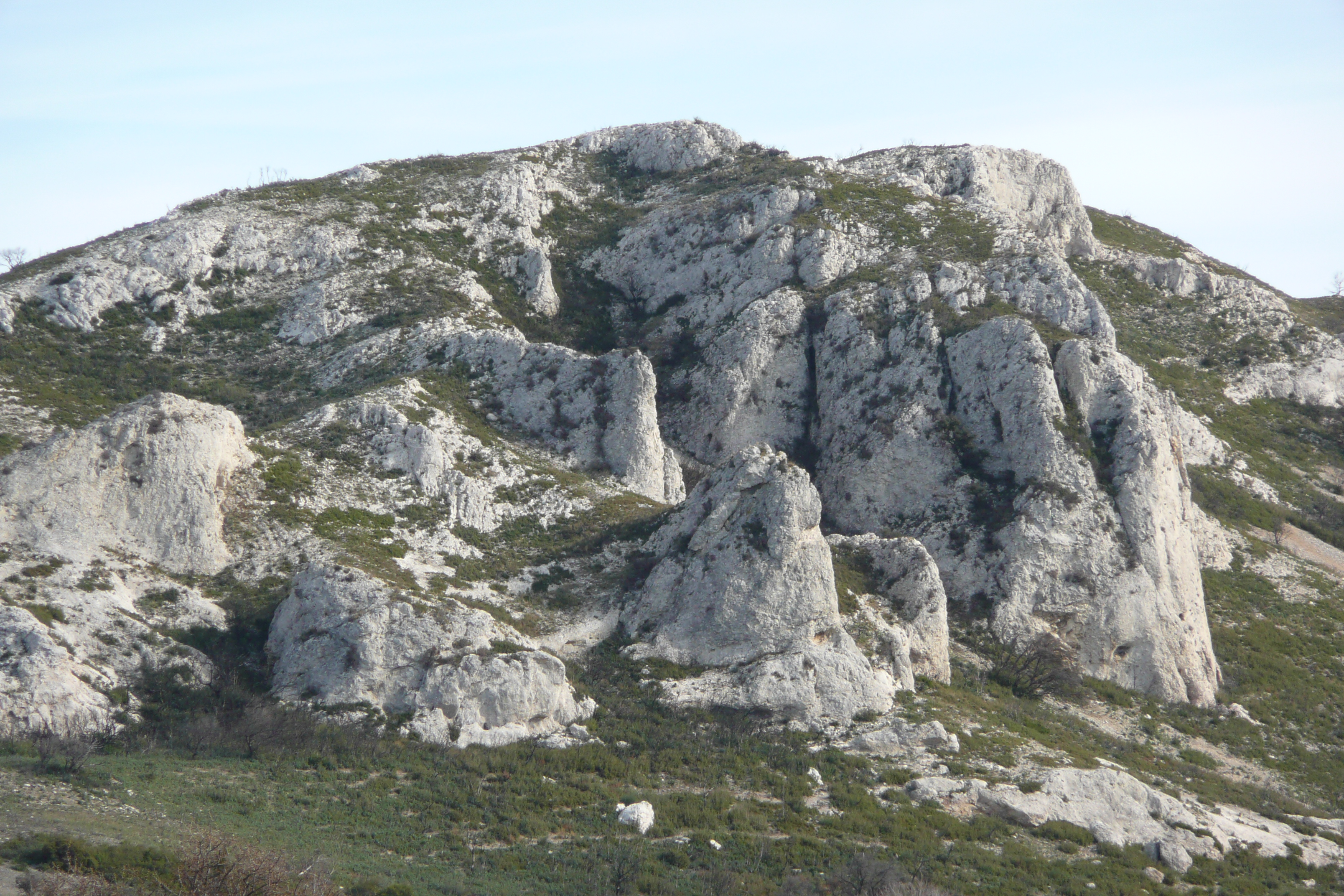
Les Alpilles près d'Orgon.

On trouve à l'ouest de la commune les contreforts des Alpilles, massif constitué de strates de roches sédimentaires plissées et formant un anticlinal. C'est sur cette partie que le relief est le plus élevé.
À l'est, le relief le plus bas, avec la plaine alluvionnaire de la Durance.
Orgon a donné son nom au faciès urgonien, défini en 1847 par Alcide Dessalines d'Orbigny. Ces roches calcaires ont été exploitées, et le sont encore par la société Omya.

### Hydrographie
La commune d'Orgon est divisée en deux dans toute sa longueur est-ouest  par son canal, mais également séparée par la Durance  du Vaucluse où elle possède une parcelle de terrain séparé du reste de la commune aux abords de Cheval-Blanc, Orgon dispose également de deux lacs de grande taille au sud de son territoire.

### Climat
Pour des articles plus généraux, voir Climat de Provence-Alpes-Côte d'Azur et Climat des Bouches-du-Rhône.
En 2010, le climat de la commune est de type climat méditerranéen franc, selon une étude du Centre national de la recherche scientifique s'appuyant sur une série de données couvrant la période 1971-2000. En 2020, Météo-France publie une typologie des climats de la France métropolitaine dans laquelle la commune est exposée à un climat méditerranéen et est dans la région climatique Provence, Languedoc-Roussillon, caractérisée par une pluviométrie faible en été, un très bon ensoleillement (2 600 h/an), un été chaud (21,5 °C), un air très sec en été, sec en toutes saisons, des vents forts (fréquence de 40 à 50 % de vents > 5 m/s) et peu de brouillards.
Pour la période 1971-2000, la température annuelle moyenne est de 14,1 °C, avec une amplitude thermique annuelle de 17,5 °C. Le cumul annuel moyen de précipitations est de 651 mm, avec 6 jours de précipitations en janvier et 2,2 jours en juillet. Pour la période 1991-2020, la température moyenne annuelle observée sur la station météorologique de Météo-France la plus proche, « Cabrières d'Avignon », sur la commune de Cabrières-d'Avignon à 14 km à vol d'oiseau, est de 14,0 °C et le cumul annuel moyen de précipitations est de 696,9 mm. 
La température maximale relevée sur cette station est de 43,2 °C, atteinte le 28 juin 2019 ; la température minimale est de −15,2 °C, atteinte le 7 janvier 1985,,.
Les paramètres climatiques de la commune ont été estimés pour le milieu du siècle (2041-2070) selon différents scénarios d'émission de gaz à effet de serre à partir des nouvelles projections climatiques de référence DRIAS-2020. Ils sont consultables sur un site dédié publié par Météo-France en novembre 2022.

#### Le mistral
Le mistral y souffle violemment du nord ou du nord-ouest, particulièrement en hiver et au printemps. Le mistral souffle fortement 100 jours par an en moyenne et faiblement 83 jours, ce qui ne laisse que 182 jours sans vent par an.
On distingue deux types de mistral : le « mistral blanc », qui dégage le ciel en totalité et accentue la luminosité, et le « mistral noir », plus rare, qui est accompagné de pluie.

#### Données météorologiques
Le tableau ci-dessous indique les températures et les précipitations pour la période 1971-2000 :
| Mois                              | jan. | fév. | mars | avril | mai  | juin | jui. | août | sep. | oct. | nov. | déc. | année |
| --------------------------------- | ---- | ---- | ---- | ----- | ---- | ---- | ---- | ---- | ---- | ---- | ---- | ---- | ----- |
| Température minimale moyenne (°C) | 1,2  | 2    | 4    | 6,4   | 10,1 | 13,7 | 16,4 | 16,3 | 13,3 | 9,5  | 4,9  | 2,4  | 8,4   |
| Température moyenne (°C)          | 6,1  | 7,2  | 9,7  | 12    | 16,1 | 19,8 | 22,9 | 22,7 | 19,2 | 14,7 | 9,6  | 7    | 13,9  |
| Température maximale moyenne (°C) | 10,9 | 12,3 | 15,3 | 17,5  | 22   | 25,8 | 29,4 | 29   | 25   | 19,9 | 14,2 | 11,6 | 19,4  |
| Précipitations (mm)               | 59   | 47   | 44   | 63    | 42   | 31   | 16   | 37   | 64   | 98   | 58   | 54   | 623,4 |

| Diagramme climatique                                  |         |         |           |          |            |            |          |          |           |           |           |
| J                                                     | F       | M       | A         | M        | J          | J          | A        | S        | O         | N         | D         |
| 10,91,259                                             | 12,3247 | 15,3444 | 17,56,463 | 2210,142 | 25,813,731 | 29,416,416 | 2916,337 | 2513,364 | 19,99,598 | 14,24,958 | 11,62,454 |
| Moyennes : • Temp. maxi et mini °C • Précipitation mm |         |         |           |          |            |            |          |          |           |           |           |

### Flore et faune

#### Faune
De nombreuses espèces animales nichent dans les Alpilles et peuvent aléatoirement être observées sur le territoire de la commune d'Orgon. La plus réputée est l'aigle de Bonelli, espèce protégée, comme le vautour percnoptère, le faucon crécerellette et le hibou grand-duc.
Les rochers arides abritent une espèce de lézard emblématique des Alpilles, le lézard ocellé, lui aussi considéré comme menacé et protégé.
Des espèces végétales protégées, comme la nivéole d’été (Leucojum aestivum) ou l'hélianthème à feuilles de Marum (Helianthemum lavandulaefolium), s'y rencontrent au fond des vallons.

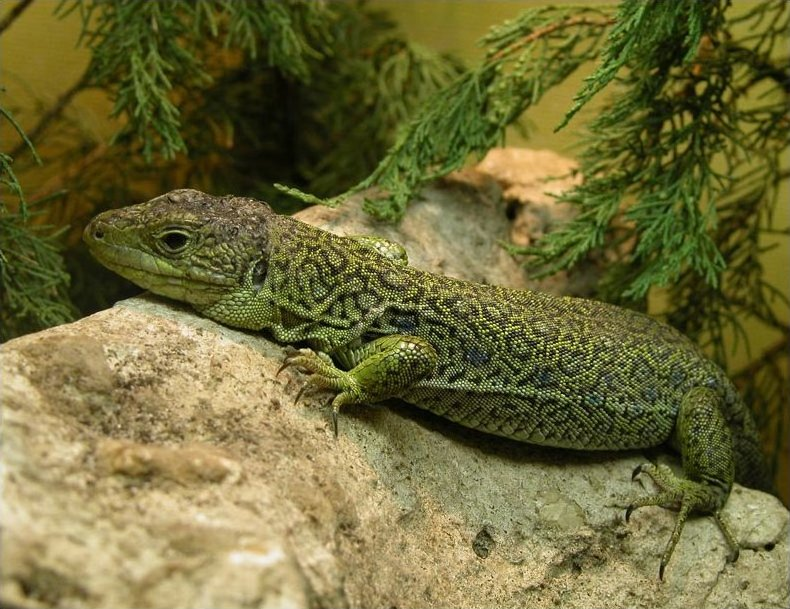
Lézard ocellé.
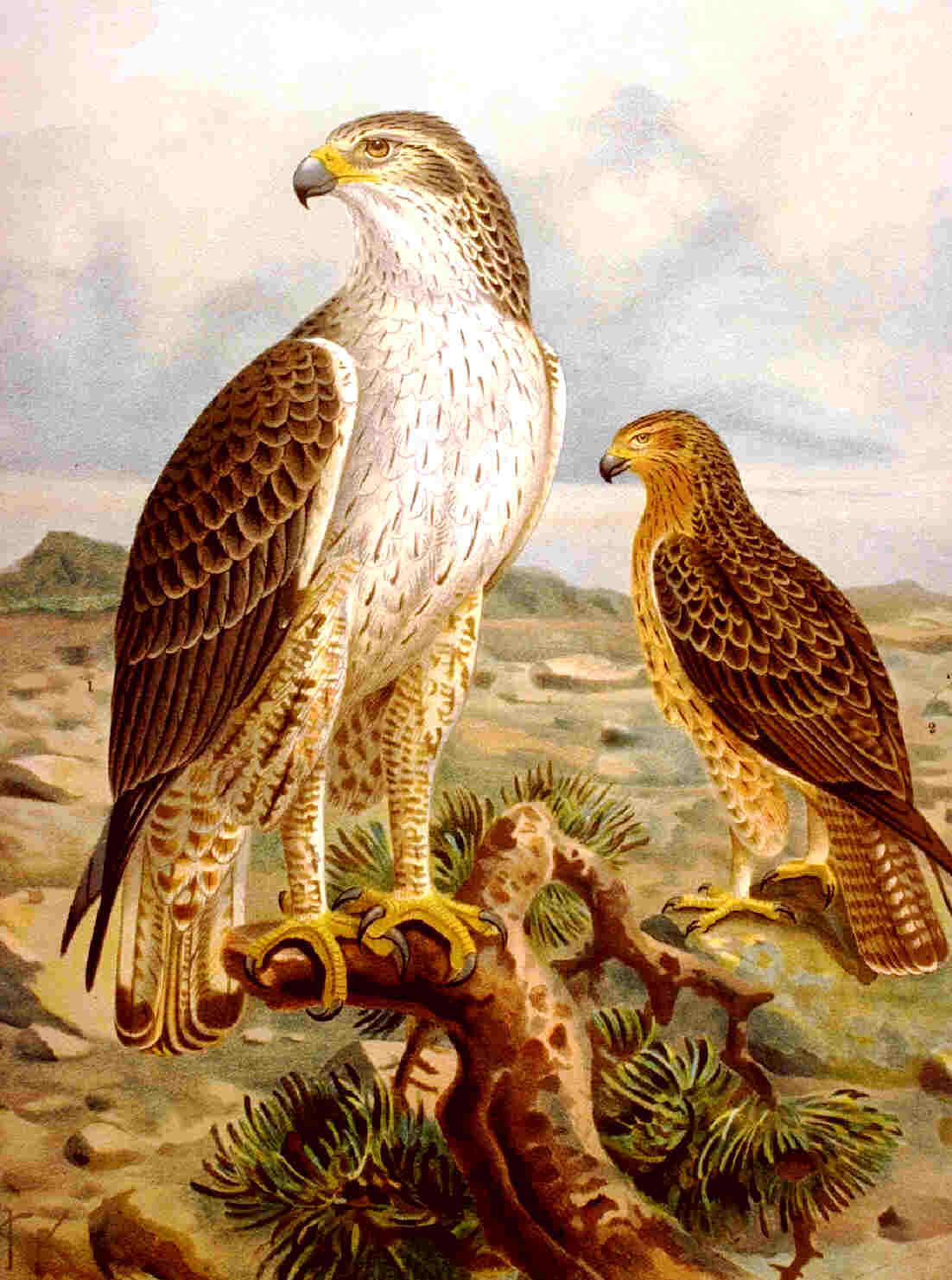
Aigle de Bonelli.
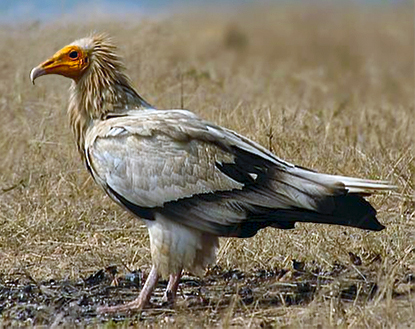
Vautour percnoptère.
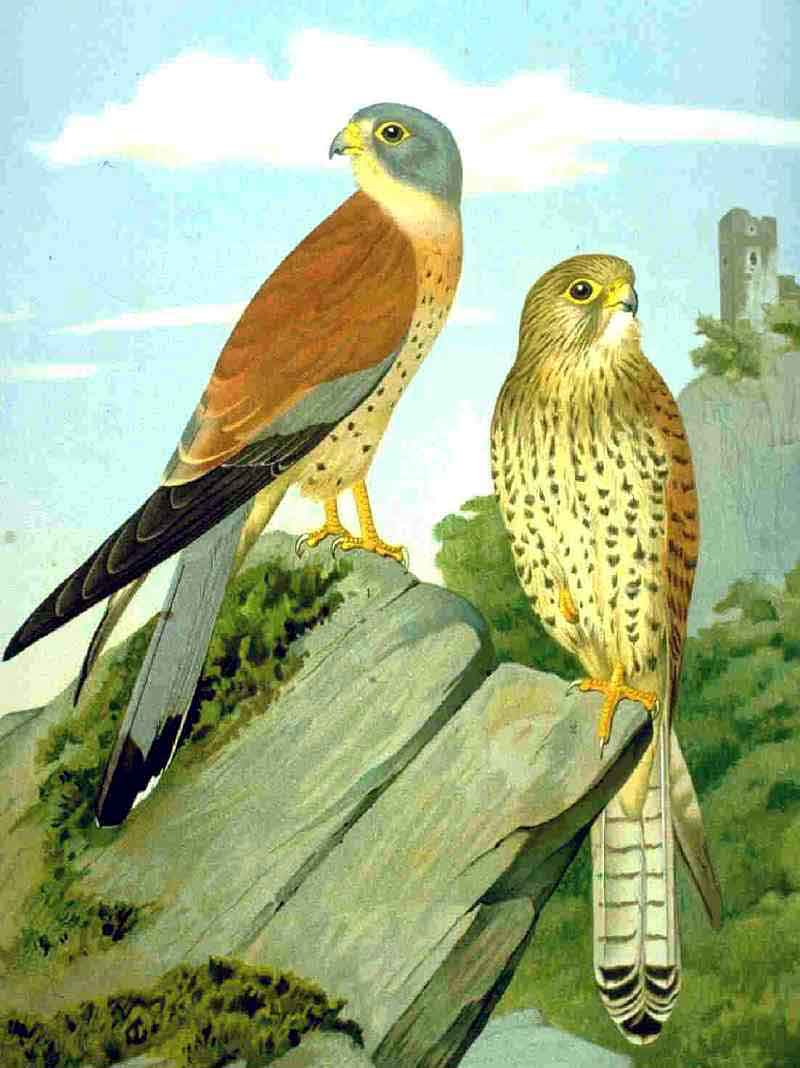
Faucon crécerellette.
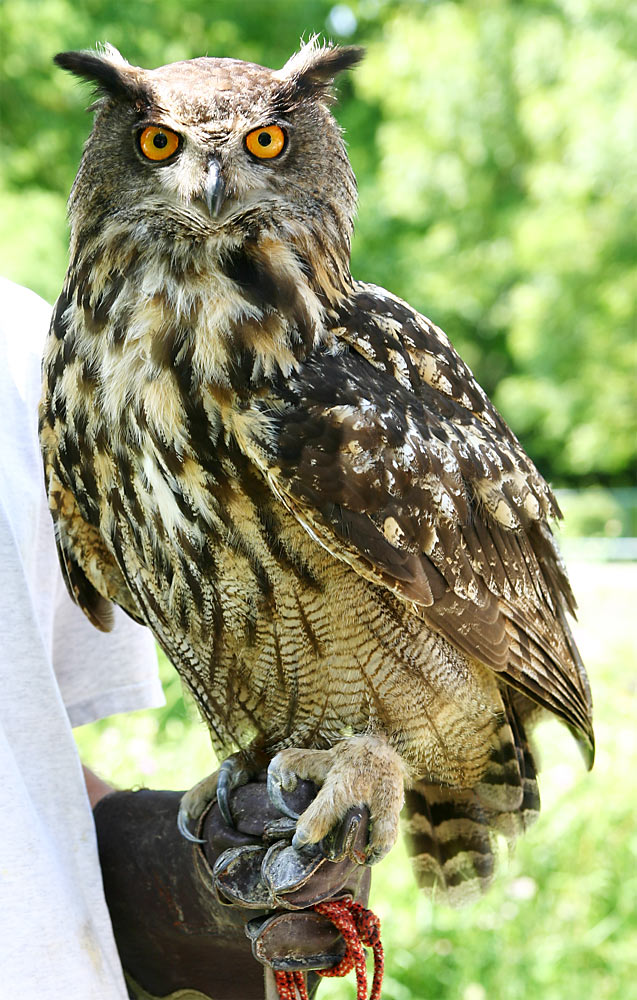
Hibou grand-duc.

##### Espèces chassées
Le territoire d'Orgon, et notamment ses vallons, compte de nombreux mammifères. Le sanglier y abonde, sa population est en progression. Inversement, le nombre de lièvres et de lapins tend à décroître. La raison semble en être l'épidémie de myxomatose de 1953 qui a causé des ravages dans la population et, depuis la fin du XXe siècle, le VHD viral qui provoque la diminution de l'espèce. La raréfaction des rongeurs pourrait poser problème à terme pour la survie des espèces de rapaces qui s'en nourrissent.

##### Autres espèces animales
On ne peut évoquer la faune d'Orgon sans citer des espèces telles que le renard, le blaireau européen, la fouine, ou encore le campagnol ou la musaraigne. Quantité de chauves-souris y nichent.

#### Flore
La flore orgonnaise est, pour l'essentiel, xérique et méditerranéenne. Le botaniste Bernard Girerd y a dénombré 800 espèces végétales en 1992.
Hormis l'olivier, caractéristique du paysage des Alpilles, on note la présence de micocouliers, de chênes kermès de petite taille, d'amélanchiers.
Des espèces végétales protégées, comme la nivéole d’été (Leucojum aestivum) ou l'hélianthème à feuilles de Marum (Helianthemum lavandulaefolium), s'y rencontrent au fond des vallons.

## Urbanisme

### Typologie
Au 1er janvier 2024, Orgon est catégorisée ceinture urbaine, selon la nouvelle grille communale de densité à 7 niveaux définie par l'Insee en 2022.
Elle appartient à l'unité urbaine d'Orgon, une unité urbaine monocommunale constituant une ville isolée,. La commune est en outre hors attraction des villes,.

### Occupation des sols
L'occupation des sols de la commune, telle qu'elle ressort de la base de données européenne d’occupation biophysique des sols Corine Land Cover (CLC), est marquée par l'importance des forêts et milieux semi-naturels (53,7 % en 2018), en diminution par rapport à 1990 (58,9 %). La répartition détaillée en 2018 est la suivante : 
forêts (28,2 %), milieux à végétation arbustive et/ou herbacée (21,9 %), cultures permanentes (21 %), zones agricoles hétérogènes (19,2 %), espaces ouverts, sans ou avec peu de végétation (3,6 %), zones urbanisées (2,9 %), mines, décharges et chantiers (2,5 %), zones industrielles ou commerciales et réseaux de communication (0,7 %), prairies (0,1 %). L'évolution de l’occupation des sols de la commune et de ses infrastructures peut être observée sur les différentes représentations cartographiques du territoire : la carte de Cassini (XVIIIe siècle), la carte d'état-major (1820-1866) et les cartes ou photos aériennes de l'IGN pour la période actuelle (1950 à aujourd'hui).

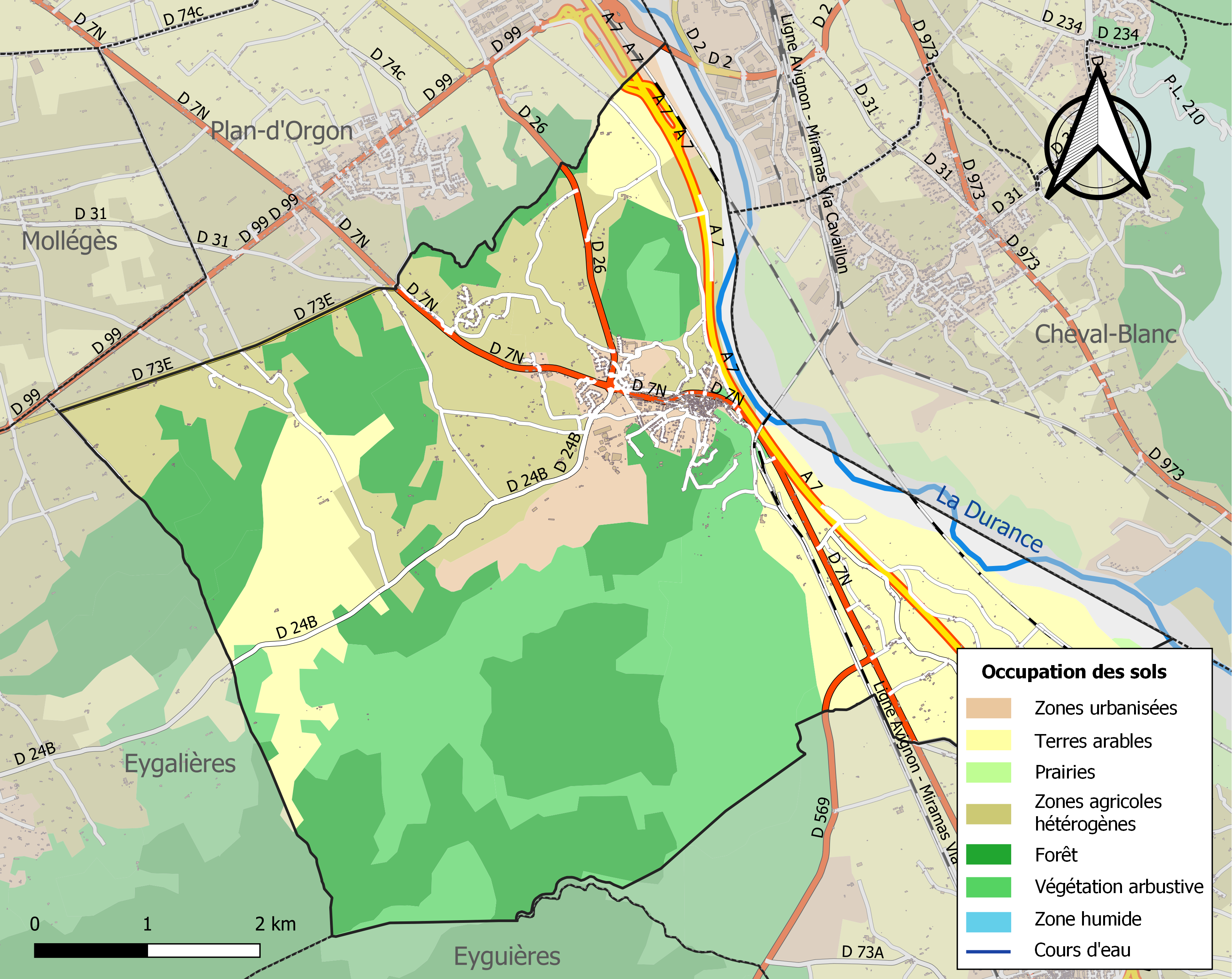
Carte des infrastructures et de l'occupation des sols de la commune en 2018 (CLC).

### Lieux-dits, écarts, hameaux
- Le quartier de Freiresque (Mas-Blanc),
- Le quartier Malvoisin,
- Domaine de Valdition,
- Vieux quartier de Sénas,
- La Vallée-Heureuse.

### Voies de communication et transports
Orgon est située dans le passage séparant les Alpilles du Luberon. Elle est traversée par plusieurs grandes voies de circulation : l'autoroute A7, la nationale 7, la voie ferrée du TGV (Les gares TGV les plus proches se situent à Avignon et Aix-en-Provence).
Elle dispose d'une gare SNCF légèrement à l'extérieur du centre-ville, reliant les gare d'Avignon-Centre et de Miramas, mais également de deux relais routiers, un en direction de Plan-d'Orgon et un autre en direction de Sénas. La ligne de bus 87 dessert également Orgon.
Orgon est desservie par deux aéroports à moins de 30 minutes de route : Marseille-Provence à Marignane et celui d'Avignon-Provence.

## Toponymie
La forme la plus ancienne est de Orgono, attestée en 1114 qui représente Orgus, nom d'un homme gaulois, et le suffixe -onem.

## Histoire

### Préhistoire et Antiquité
En Provence, à Orgon, Sénas, Trets, Lauris, Goult, L'Isle-sur-la-Sorgue et Avignon, des stèles anthropomorphes ont été datées entre - 3 000 et - 2 800 ans avant notre ère. Rattachées à la « civilisation de Lagozza », elles sont la preuve que l’agriculture était devenue prédominante dans les basses vallées du Rhône et de la Durance. En particulier, à Orgon, deux stèles ont été découvertes, l'une sur les pentes du Mont Sauvy en 1967, l'autre au quartier de Font-de-Malte dont la particularité est d'être la seule à présenter des yeux évidés en creux.

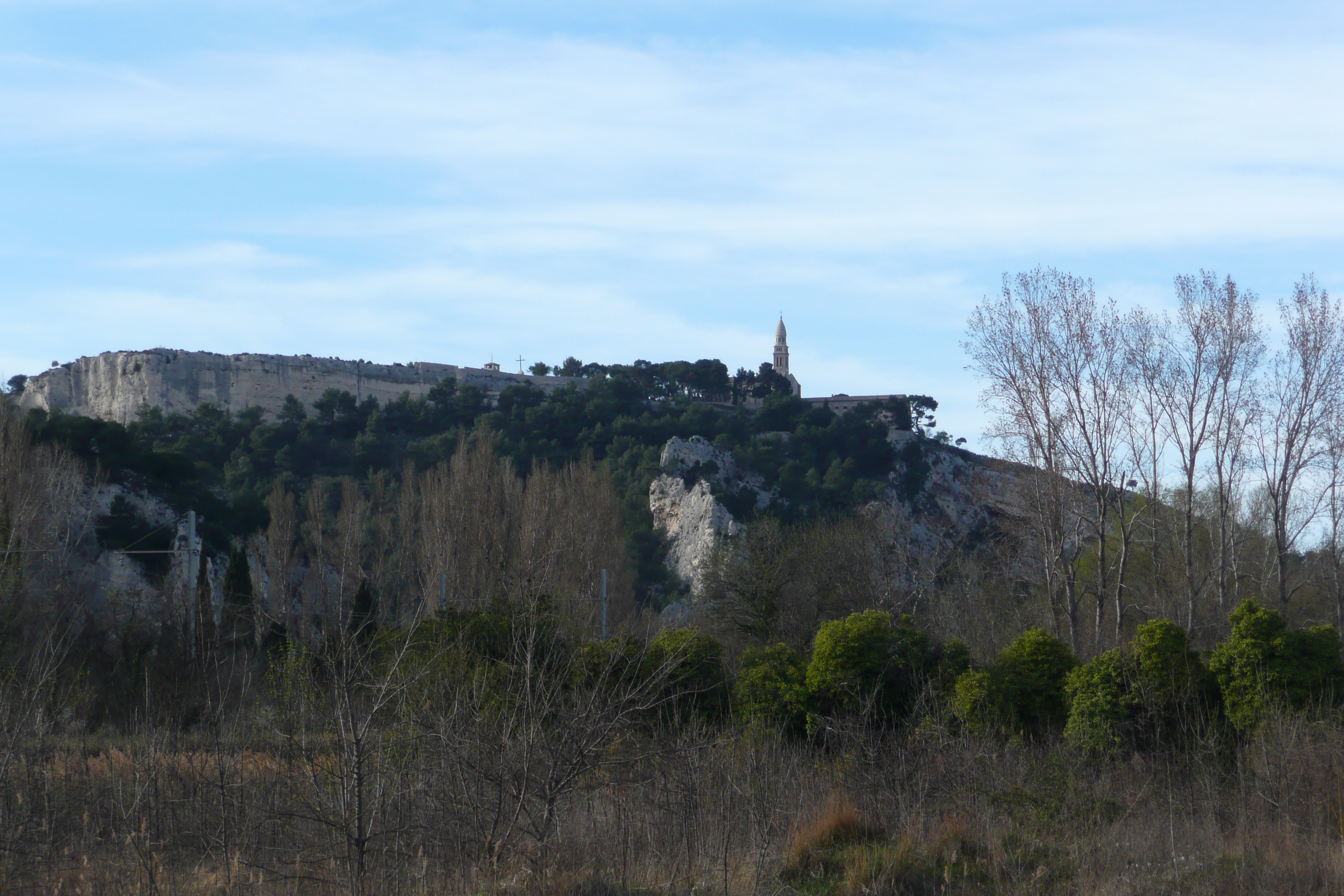
Plateau de Notre-Dame de Beauregard.

Les traces d'habitat sont très anciennes sur le territoire d'Orgon. On y a retrouvé des vestiges de la période néolithique, comme la Baume Rousse, considérée comme un abri du Néolithique final au Bronze ancien. Cette grotte domine la vallée de la Durance. Lors du Bronze récent, la grotte s'effondre ce qui provoque son évacuation définitive. Orgon possède aussi des sites perchés de la même période, comme Notre-Dame de Beauregard et les Calades – massifs du Crétacé inférieur de type urgonien, nom formé depuis le mot « Orgon » – qui sont des stations chasséennes. Mais d'autres sont situés sur le piémont des Alpilles, comme celui de Malvoisin, des Passadouires 2 et de Valdition. Dans ce dernier site, des dépôts d'objets de bronze ont été découverts ; il s'agissait vraisemblablement de fragments destinés à être refondus.
Au premier âge du fer, les habitats préhistoriques continuent d'être habités pour la plupart, notamment au vallon Sous-le-Fort et au vallon de Lavau, qui sont des quartiers périphériques au castrum. Lors de la seconde partie du premier âge du Fer (VIIe – VIe siècles av. J.-C.), la population, jusqu'alors essentiellement nomade, se sédentarise et se met à construire en dur. Le castrum se structure à la manière d'un village avec ses rues et ses maisons adossées. Le processus d'installation permanente est à mettre en parallèle avec l'intensification des échanges économiques avec les commerçants méditerranéens. En échange de produits de luxe, les habitants des Alpilles produisent des céréales et passent d'un état d'autarcie à une véritable économie d'échange.

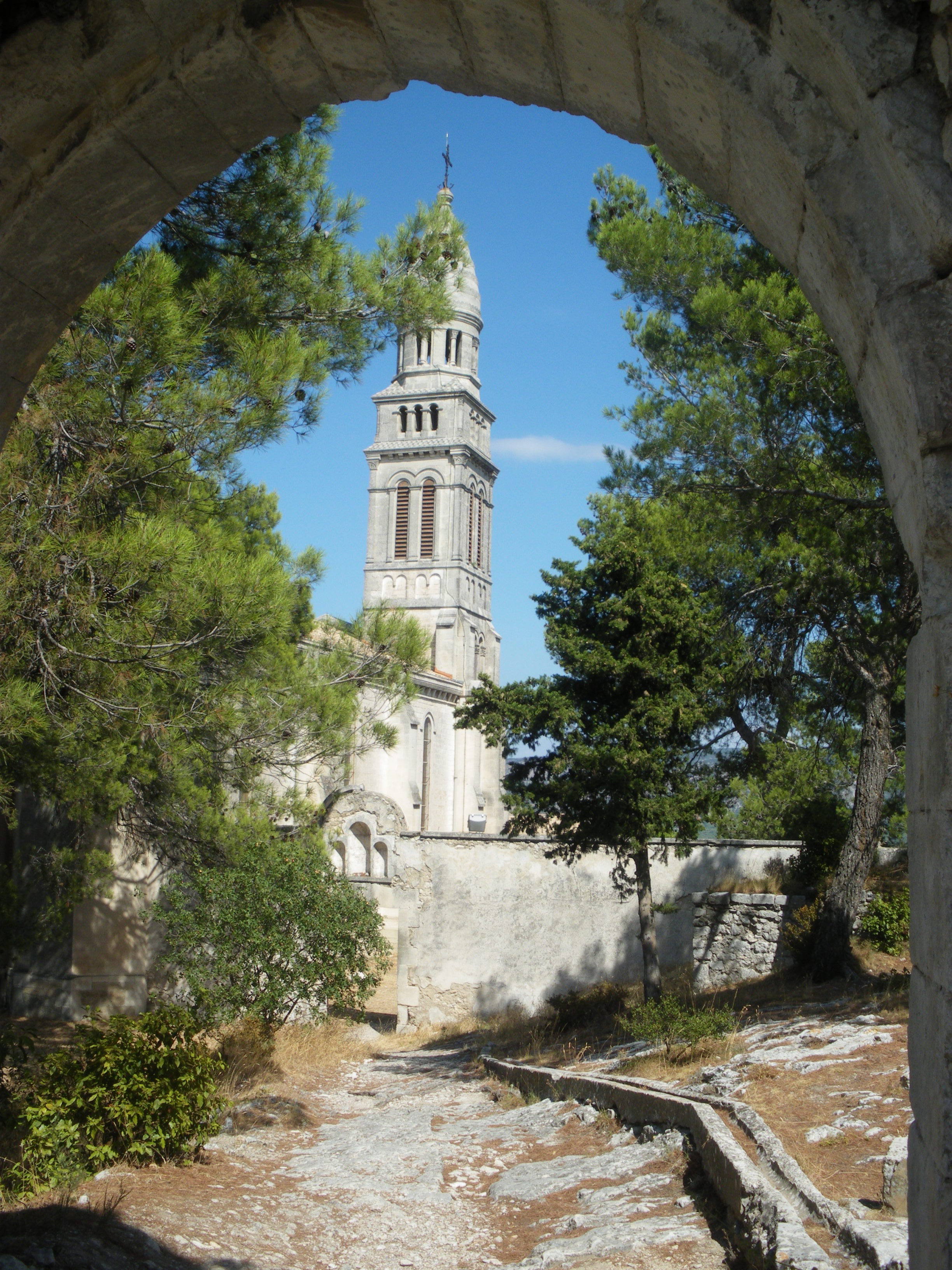
Notre-Dame de Beauregard, bâtie sur le site d'un oppidum protohistorique.

Lors du second âge du fer, le territoire d'Orgon, comme l'ensemble des Alpilles, est peuplé de Ligures, de Celtes et de Celto-Ligures. Orgon fait alors partie du territoire des Caenicenses, qui vivent aussi à Eyguières. Il s'agit d'un peuple largement tourné vers l'agriculture, à la différence des habitants de l'intérieur du massif, davantage tournés vers le pastoralisme et l'élevage. On trouve pourtant d'autres formes d'activité à Orgon, ainsi qu'en témoigne l'existence, vers 100 av. J.-C., d'une production artisanale de céramiques domestiques. La présence du site de Notre-Dame de Beauregard s'explique par sa position privilégiée, à l'extrémité de la chaîne des Alpilles et dominant la vallée de la Durance. Le piémont est alors parcouru de voies protohistoriques, aménagées ultérieurement par l'armée romaine.

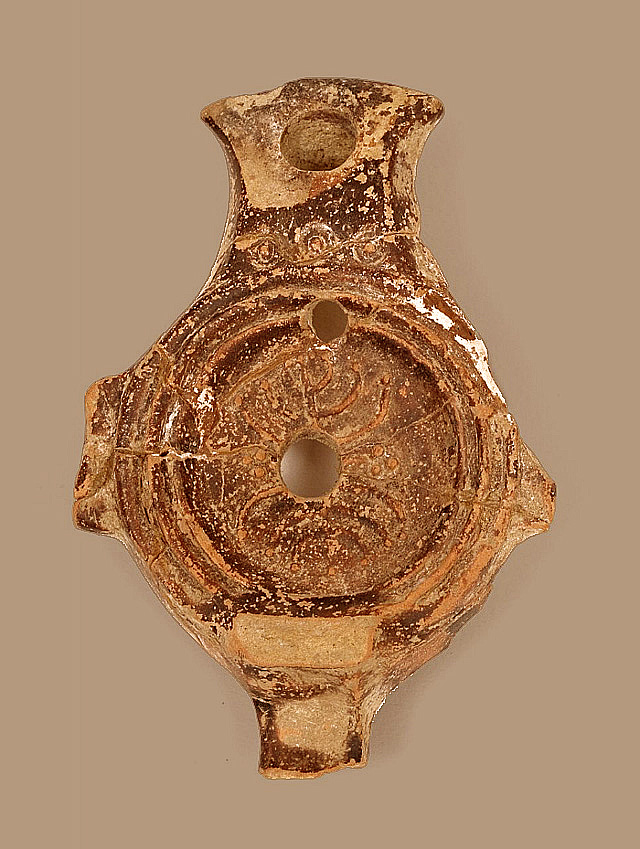
Lampe à huile d'Orgon, exposée au Musée judéo-comtadin de Cavaillon.

Au cours des siècles suivants, la population des Alpilles diminue de façon conséquente : le comptoir grec d'Arles attire de nombreux habitants venus de toute la région. Mais dès la fin de l'Âge du fer (IIe – Ier siècles av. J.-C.), plusieurs sites commencent à être occupés, comme l'oppidum de Sous-le-Fort. Le village se développe et des monuments sont construits dans un style tardo-hellénistique. On retrouve notamment sur place des dalles de toiture en calcaire tendre scié, preuve de cette influence grecque.
Les oppida des Alpilles, dont ceux d'Orgon, sont démantelés lorsque les Romains entreprennent la conquête de la région entre 125 av. J.-C. et 121 av. J.-C.. Certains subsistent et deviennent des lieux de culte : Notre-Dame de Beauregard évolue ainsi jusqu'à devenir un sanctuaire marial.
On trouve également des traces d'occupation romaine (statues, monnaies, sépultures...). De plus, la présence de juifs est attestée dès la fin du Ier siècle par des vestiges archéologiques tels qu'une lampe à huile ornée du chandelier à sept branches découverte en 1967 à Orgon,.

### Moyen Âge
Le lieu Urgonum est attesté dès l'année 1183. Un bac permettant de traverser la Durance existait à l’époque gallo-romaine, puis au Moyen Âge, où il est attesté en 1171.
Son château joua un rôle important au XIIIe siècle, place forte et prison, alors résidence des templiers. Puis au fil des siècles et des seigneuries qui s'y succèdent, le château d'Orgon, puis l'église sont tour à tour démolis puis reconstruits, puis redémolis malgré les fortifications.
Entre 1340 et 1341, Jacques Baxiani est vice-châtelain d'Orgon au service du châtelain et chevalier Raybaud Bayssani. En 1367 et 1370, Hugues de Mauconseil fut châtelain royal d'Orgon.

### Temps modernes
En 1562, le baron des Adrets saccage l’église paroissiale, profane le sanctuaire de Notre-Dame-de-Beauregard et précipite la Madone vénérée dans le vide. Elle sera retrouvée intacte.
En 1653, la communauté d’Orgon reçoit d’Henri de Guise « les îles, accréments et atterrissements » de la Durance, et le 15 janvier 1660, lors du passage de Louis XIV, bénéficie d’un allègement des impôts.

### Révolution française et Empire
La période révolutionnaire est très agitée. Jean-Charles Soulier, président du club « La Liberté et l’Égalité » est assassiné le 16 février 1795.
Sur le chemin de l'ile d'Elbe, Napoléon doit se déguiser pour éviter d'être lynché.

### Période contemporaine
Le 25 novembre 1872, la ville se dote d'une gare ferroviaire grâce à la création du tronçon de Cavaillon à Cheval-Blanc sur la ligne d'Avignon à Miramas. Puis le 19 décembre 1887 s'ouvrent deux nouvelles lignes supplémentaires, gérées par la Compagnie des chemins de fer régionaux des Bouches-du-Rhône :
- la ligne de Tarascon à Orgon, passant par Saint-Etienne-du-Grès, Saint-Rémy-de-Provence (tronçon existant depuis 1874), Agriottes (commune de Saint-Rémy), Mollégès et Plan-d'Orgon ;
- la ligne de Barbentane à Orgon, desservant les villes de Barbentane, Rognonas, Châteaurenard, Noves, Cabannes, Saint-Andiol et Plan-d'Orgon.

Ces trois lignes de chemin de fer permettent à la ville de connaître un nouvel essor, tant par l'afflux de voyageurs que par l'importation et l'exportation de marchandises.
Le 27 juillet 1923, après 50 ans de démarches, la commune de Plan-d'Orgon se détache d'Orgon car l'ensemble était trop important à gérer.
En 1950, les deux lignes de chemin de fer de Tarascon et Barbentane sont définitivement fermées. Aujourd'hui encore, le trafic voyageur reste ouvert,sur la ligne Avignon - Miramas.
Fin août 2012, un important feu de forêt a ravagé plus de 400 hectares dans la commune, mobilisé 900 pompiers et détruit deux maisons.

### Liste des maires

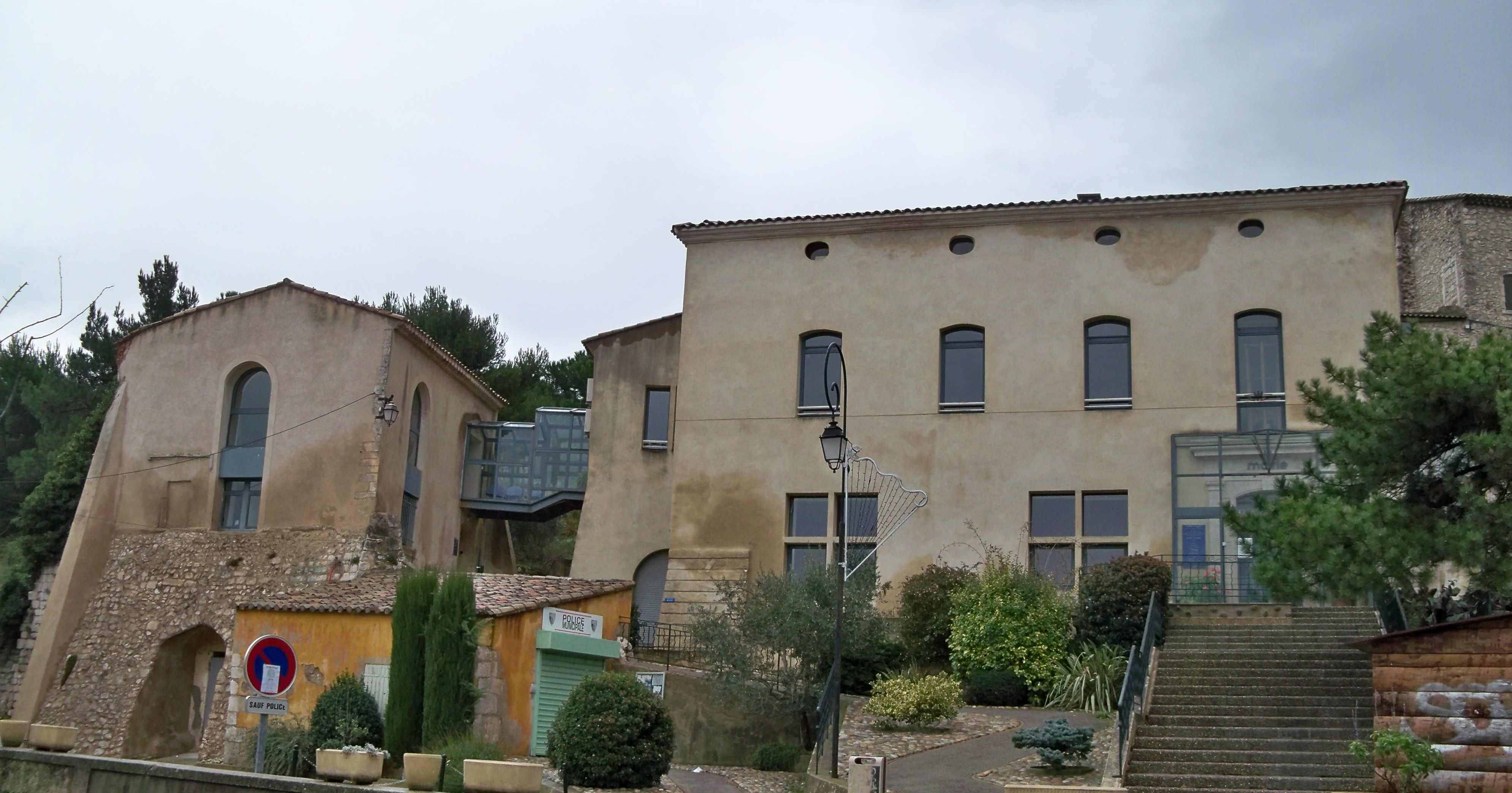
Mairie d'Orgon.

## Politique et administration

### Fiscalité
| Taxe                                                | Part communale | Part départementale | Part régionale |
| --------------------------------------------------- | -------------- | ------------------- | -------------- |
| Taxe d'habitation (TH)                              | 11,69 %        | 9,19 %              | 0,00 %         |
| Taxe foncière sur les propriétés bâties (TFPB)      | 11,70 %        | 10,85 %             | 2,36 %         |
| Taxe foncière sur les propriétés non bâties (TFPNB) | 31,62 %        | 9,80 %              | 8,85 %         |
| Taxe professionnelle (TP)                           | 10,63 %        | 7,08 %              | 3,84 %         |

La part régionale de la taxe d'habitation n'est pas applicable.

## Équipements et services

### Enseignement
La commune dispose d'une école maternelle et d'une école primaire, ainsi que d'un collège.

### Santé
La commune dispose des services de plusieurs docteurs et d'une pharmacie ainsi qu'une entreprise de pompes funèbres. L'hôpital le plus proche est sur la commune de Cavaillon.

## Population et société

### Démographie
L'évolution du nombre d'habitants est connue à travers les recensements de la population effectués dans la commune depuis 1793. Pour les communes de moins de 10 000 habitants, une enquête de recensement portant sur toute la population est réalisée tous les cinq ans, les populations de référence des années intermédiaires étant quant à elles estimées par interpolation ou extrapolation. Pour la commune, le premier recensement exhaustif entrant dans le cadre du nouveau dispositif a été réalisé en 2004.

En 2022, la commune comptait 2 662 habitants, en évolution de −12,35 % par rapport à 2016 (Bouches-du-Rhône : +2,48 %, France hors Mayotte : +2,11 %).
| 1793  | 1800  | 1806  | 1821  | 1831  | 1836  | 1841  | 1846  | 1851  |
| ----- | ----- | ----- | ----- | ----- | ----- | ----- | ----- | ----- |
| 1 900 | 1 829 | 2 100 | 2 036 | 2 584 | 2 641 | 2 748 | 2 932 | 3 089 |

| 1856  | 1861  | 1866  | 1872  | 1876  | 1881  | 1886  | 1891  | 1896  |
| ----- | ----- | ----- | ----- | ----- | ----- | ----- | ----- | ----- |
| 3 060 | 3 174 | 2 984 | 3 160 | 2 789 | 2 816 | 2 818 | 2 637 | 2 616 |

| 1901  | 1906  | 1911  | 1921  | 1926  | 1931  | 1936  | 1946  | 1954  |
| ----- | ----- | ----- | ----- | ----- | ----- | ----- | ----- | ----- |
| 2 624 | 2 610 | 2 703 | 2 439 | 1 315 | 1 421 | 1 461 | 1 383 | 1 512 |

| 1962  | 1968  | 1975  | 1982  | 1990  | 1999  | 2004  | 2006  | 2009  |
| ----- | ----- | ----- | ----- | ----- | ----- | ----- | ----- | ----- |
| 1 874 | 2 049 | 2 285 | 2 339 | 2 453 | 2 642 | 2 913 | 2 976 | 3 055 |

| 2014  | 2019  | 2022  | - | - | - | - | - | - |
| ----- | ----- | ----- | - | - | - | - | - | - |
| 3 109 | 2 821 | 2 662 | - | - | - | - | - | - |

### Sports et loisirs
La commune dispose d'un skate-park, d'un city stade et d'un gymnase. Le Handball Club Orgonnais est l'association sportive qui réunie le plus de membres dans la commune. L'équipe seniors hommes du HCO évolue au niveau régional en Honneur Territorial Masculin. Le club de football local, le FAVD Val-Durance, est une union sportive regroupant les communes d'Orgon et de Sénas. L'équipe seniors première évolue en Promotion d'honneur A.

### Cultes
Catholique

## Économie

### Agriculture
Orgon dispose d'un grand nombre de cultures fruitières, avec une majorité de pommiers, poiriers, cerisiers et vigne. C'est la première source d'emplois de la commune, qui fait travailler aussi beaucoup d'étudiants l'été.
Les zones de culture sont situées à l'extrémité sud et nord de la commune, sauf pour les cerisiers qui sont cultivés à l'est vers freiresque et à côté de Malvoisin et le raisin au nord, aux abords de l'autoroute A7 et de la Durance.

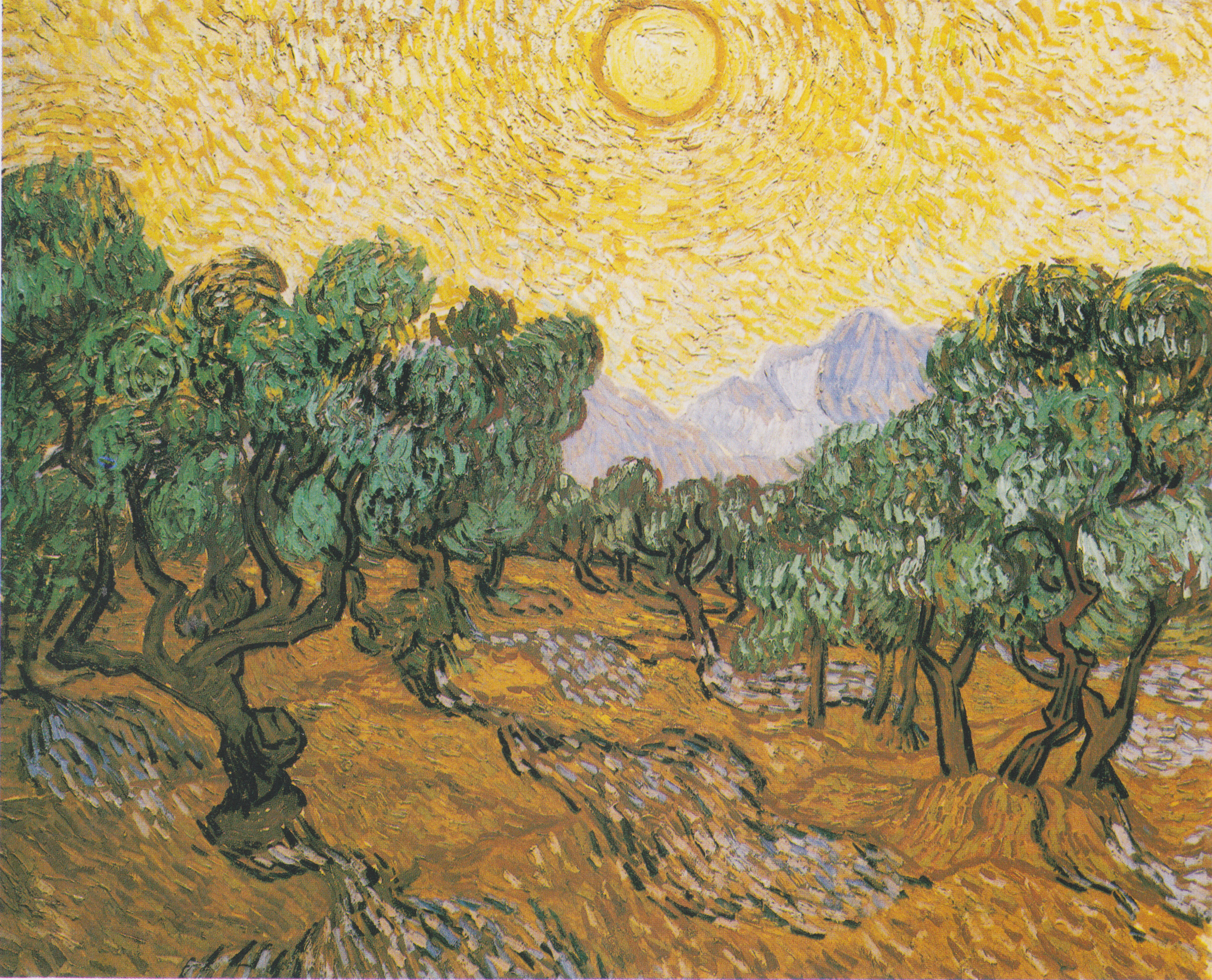
Oliviers de la vallée des Baux
Vincent van Gogh, novembre 1889.

Le vin de pays des Alpilles est un vin de pays de zone, au nord des Bouches-du-Rhône qui a vocation à labelliser, après dégustation, les vins ne pouvant postuler à l'appellation d'origine. Jusqu'en 2000, il portait le nom de vin de pays de la Petite Crau. La production est d'environ 6 000 hectolitres par an. Son vignoble, installé sur un plateau caillouteux, est limité, au nord, par la Durance et au sud, par les Alpilles.
La commune produit de l'huile d'olive de la vallée des Baux-de-Provence est protégée par une appellation d'origine contrôlée (AOC) depuis un décret pris par l'INAO, le 27 août 1997. Les variétés d'olives qui entrent dans son élaboration sont la salonenque, la beruguette, la grossane et la verdale des Bouches-du-Rhône. Elle produit aussi des olives cassées et des olives noires qui relèvent du même décret de l'INAO. Les variétés d'olives cassées proposées à la commercialisation sont la salonenque et la beruguette. Pour les olives noires la seule variété acceptée est la grossane ,.

### Industrie

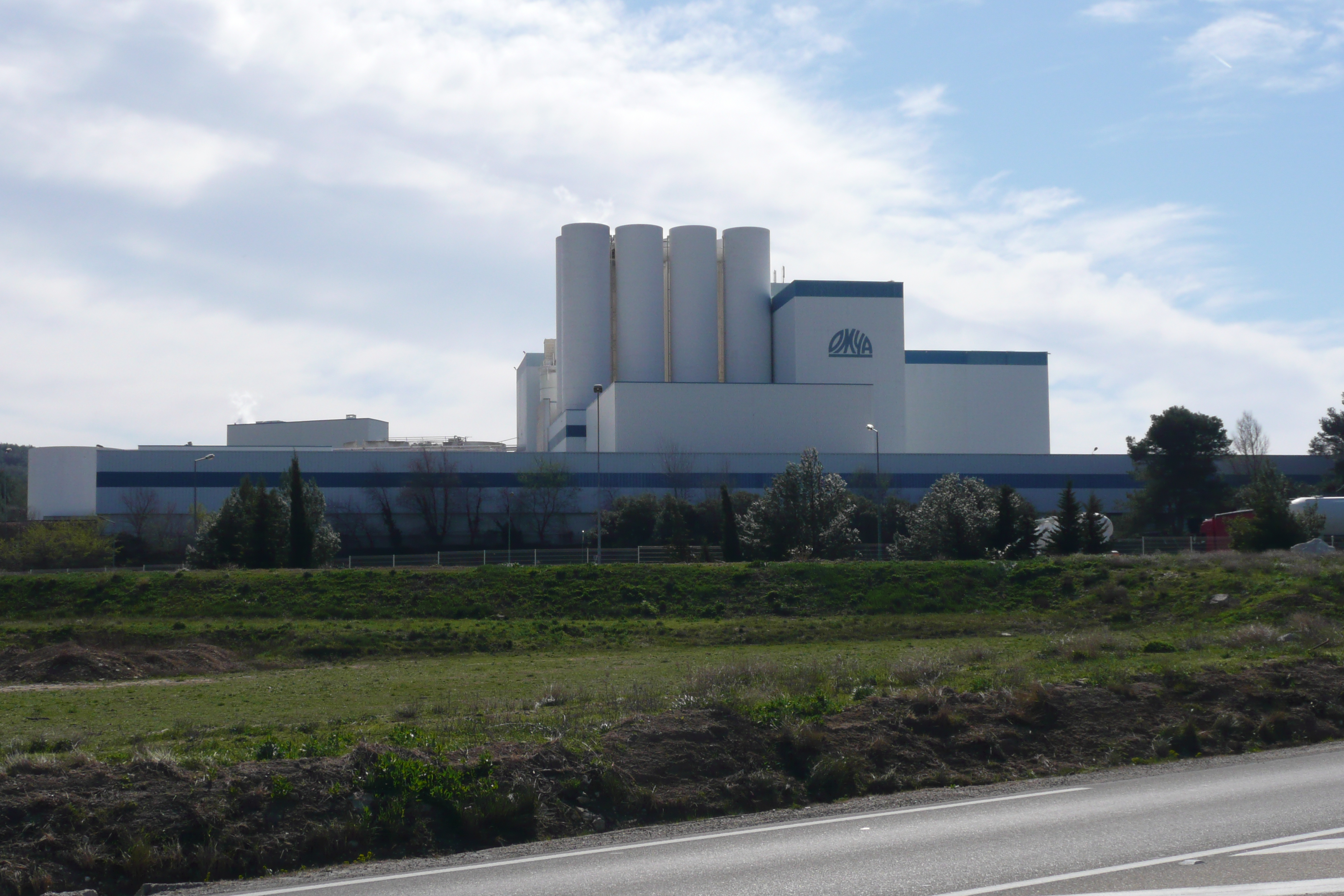
Usine Omya à Orgon.

L'industrie est également implantés à Orgon avec la carrière OMYA d'extraction de calcaire industriel, créée en 1955 par la reprise de carrières artisanales. Il s'agit d'un des établissements d'une société d'origine suisse. Cet établissement a employé 150 personnes, mais depuis la mécanisation de ses installations ramené l'effectif à 63 personnes.
L'usine d'Orgon extrait jusqu'à 900 000 tonnes de carbonate de calcium par an
OMYA est une importante source de financement au budget communal.

### Tourisme
Hormis l'agriculture, l'économie la plus facilement identifiable autour du massif des Alpilles est liée au tourisme. Même les producteurs viticoles et oléicoles semblent tenir compte du développement du tourisme et de plus en plus de domaines proposent de la dégustation, voir dans certains cas de véritables cours d'initiation à l'œnologie.
On peut considérer trois principales sortes de tourisme dans les Alpilles. Tout d'abord, le tourisme historique et culturel qui s'appuie sur un patrimoine riche (les Baux-de-Provence, Glanum, etc.) ou sur des festivals. Ensuite, le tourisme détente qui se traduit par un important développement des chambres d'hôtes, de l'hôtellerie et de la location saisonnière, par une concentration importante de piscines et par des animations comme des marchés provençaux. Enfin, le tourisme vert qui profite des nombreux chemins de randonnées et du cadre protégé qu'offrent le massif et ses environs.
On trouve sur la commune d'Orgon un musée de paléontologie et d'archéologie, un camping, un hôtel ***, divers gites et locations saisonnières.

## Culture et patrimoine

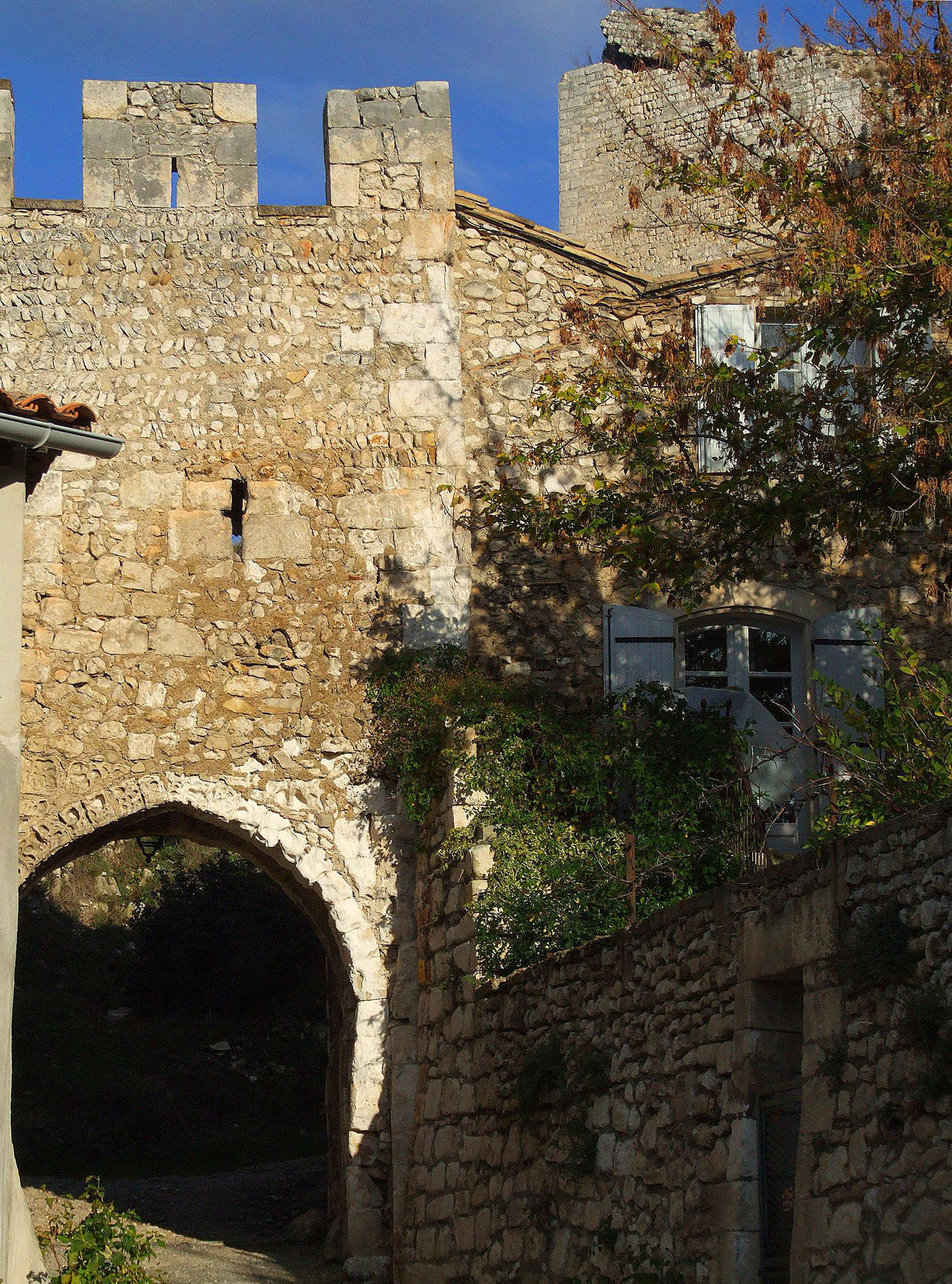
La porte de lHortet avec ses créneaux et ses archères.

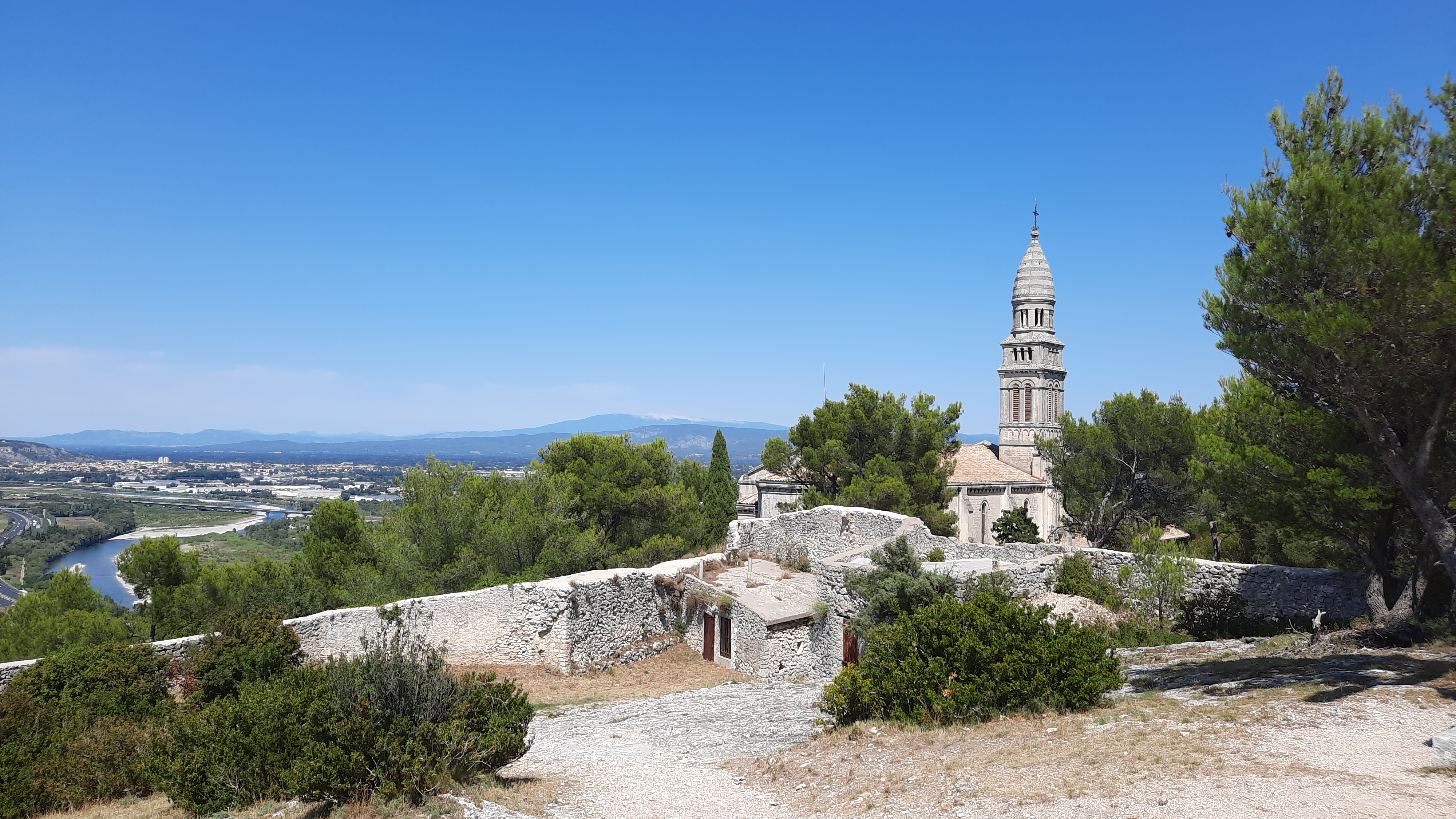
L'église Notre-Dame-de-Beauregard.

### Lieux et monuments

#### Patrimoine civil
- Château de Malvoisin ;
- Ruines du château du duc de Guise.
- Plusieurs portes fortifiées :
  - porte de l'Ange ;
  - porte de l'Hortet ;
  - porte Sainte-Anne.
- Pont ferroviaire traversant la Durance long de 335 mètres pour 9 700 tonnes, c'est le plus long et imposant pont ferroviaire de France. Depuis 1993, l'ancien pont qui reliait les Bouches-du-Rhône au Vaucluse, datant du XIXe siècle, était devenu insuffisant, et c'est une imposante construction en acier qui le remplace. Le chantier débute en avril 2007, puis, après une phase de préparation qui dure 18 mois, la véritable opération est achevée en avril 2009.
- L'entreprise OMYA, grand complexe minier visible de nombreux points de la commune.
- Visage de Jean Moulin, œuvre monumentale de Jean-Jacques Morvan (1928-2005), marbre et bronze.
- Une prison de 1805 construite par Penchaud devenue depuis un musée de paléontologie et d'archéologie.

#### Patrimoine religieux
- juif d’abord car des vestiges, retrouvés pour la plupart dans la vallée du Rhône, attestent de la présence juive au Ier siècle, parmi lesquels une lampe à huile ornée du chandelier à sept branches découverte en 1967 à Orgon (voir la photo plus haut).
- Église Notre-Dame-de-l'Assomption, datant du XIVe siècle.
- Statue en bois de la Vierge.
- Plusieurs chapelles :
  - église Notre-Dame-de-Beauregard. L'édifice a été inscrit au titre des monuments historiques en 1926[52]. Construite en 1878, et qui, comme son nom l'indique, est un édifice perché en hauteur. Il est visible d'assez loin, notamment de l'autoroute A7 ;
  - chapelle Saint-Gervais ;
  - chapelle Saint-Roch ;
  - chapelle Saint-Véran.
- Plusieurs oratoires :
  - oratoires du XVIIe siècle ;
  - oratoire de la Madeleine ;
  - oratoire Saint-Michel

#### Patrimoine environnemental
- Le lac du Lavau de la Vallée Heureuse.
- Le lac de la Durance.
- Falaise d'escalade de renommée internationale.
- Parc naturel régional des Alpilles.

### Personnalités liées à la commune
- Antoine Pomme, poète en 1620.
- Louis Espérandieu 1787-1857, peintre.
- Madeleine Laugier 1801-1880, bienfaitrice des pauvres, prix de vertu de l'Académie française en 1862.
- Ancêtres d'Edmond Rostand, auteur de L'Aiglon et de Cyrano de Bergerac.

### Héraldique
Les armoiries de la ville évoquent la ferveur qui, au cours des siècles, animera les Orgonnais pour Notre-Dame-de-Beauregard. Le blason porte en exergue :  Castrum de Orgone virgini votum.
| Armes de Orgon | Blasonnement : D'azur à une Notre-Dame d'argent sur une nuée du même,. Une autre version existe : D'azur à une Notre-Dame d'argent entourée d'un cercle ovale rayonnant d'or. |  |